# Мајански хијероглифи
Мајански хијероглифи или мајански глифи били су систем писања у преколумбовском периоду на подручју цивилизације Маја.
Овај мезоамерички систем писања је у знатној мери дешифрован. Најранији нађени Мајански записи из 3. века п. н. е. су нађени у Сан Бартелу, Гватемала. Ово писмо је било у непрекидној употреби до након приспећа шпанских конкистадора у 16. веку (а чак и касније у изолованим областима као што је Таијасал). Мајанско писмо је користило логограме заједно са сетом слоговних глифа, што је у некој мери слично по функцији модерном јапанском писму. Рани европски истраживачи 18. и 19. века који га нису разумели, мајанско писмо су назвали „хијероглифима“ јер им је оно личило на египатске хијероглифе, са којима мајанско писмо није сродно.

## Структура
Мајанско писмо се састоји од високо развијених глифа, који су обично уписивани на обојену керамику, зидове или папир од коре дрвета, урезивани у дрвету, клесани у камену, или ливени гипсаном малтеру. Урезани и ливени глифи су бојени, али је се боја ретко одржала. Око 90% мајанског писма се данас може читати са варијабилном одређеношћу, што је довољно да се стекне свеобухватана представа о његовој структури.
Данас се може распознати и прочитати око три четвртине мајанских глифа. Мајанско писмо је лого-слоговно мајански глифи су се обично писали у блоковима у по два реда и читали се на следећи начин: